# Рамзаев, Пётр Васильевич
Рамзаев Пётр Васильевич (26 октября 1921, Сосновка — 2 января 2010, Саратов) — советский и российский учёный-правовед, кандидат юридических наук, профессор кафедры гражданского права Саратовской государственной академии права, специалист по гражданскому и жилищному праву, Заслуженный юрист Российской Федерации, участник Великой Отечественной войны.

## Биография
Пётр Васильевич Рамзаев родился 26 октября 1921 года в селе Сосновка Татищевского района Саратовской области (ныне Саратовского района Саратовской области).
- 1930 год — переезд вместе с родителями в город Саратов.
- 1930 год — 1940 год — учёба в средней школе № 13 города Саратова.
- 1940 год — призван на военную службу. До Великой Отечественной войны проходил службу в Прибалтийском Особом военном округе.
- 22 июня 1941 год — 2 сентября 1945 года — участие в Великой Отечественной воене.
- 10 августа 1941 года — ранен в бою на подступах к городу Холм Новгородской области и направлен на излечение в город Казань.
- ноябрь 1941 года — апрель 1942 года — учёба во 2-м Киевском артиллерийском училище. Выпущен в звании лейтенанта.
- апрель 1942 года — август 1944 года — воевал в составе Воронежского, Северо-Западного, Донского, 1-го и 2-го Украинских фронтов командиром взвода управления батареи в 627-м артиллерийском полку 180-й стрелковой дивизии, затем с декабря 1942 года — командиром батареи.
- август 1944 года — сентябрь 1945 года — на Дальневосточном фронте.
- 1945 год — 1954 год — служба в Восточно-Сибирском и Забайкальском военных округах командиром батареи, заместителем начальника школы сержантского состава, начальником штаба дивизиона. В 1954 году получил ранение, в связи с чем демобилизован по состоянию здоровья в звании майора.
- 1954 год — 1958 год — учёба в Саратовском юридическом институте имени Д. И. Курского.
- 1958 год — 1965 год — работа в Саратовском областном суде, народных судах Кировского и Волжского районов города Саратова.
- 1965 год — 2010 год — в разные годы ассистент, преподаватель, доцент, профессор кафедры гражданского права Саратовской государственной академии права. Являлся заместителем председателя учебно-методического совета академии. В течение 15 лет являлся деканом заочного факультета.

В сферу научных интересов П. В. Рамзаева входило изучение проблем гражданского законодательства, вопросы жилищного права, участвовал в разработке нормативно-правовых актов, касающихся жилищного законодательства. За годы работы им опубликовано более 50 научных работ, в том числе ряд монографий, учебников и учебных пособий по гражданскому и жилищному праву.
Умер 2 января 2010 года в городе Саратове.

## Награды
- Орден Отечественной войны I степени
- Орден Отечественной войны II степени
- Орден Красной Звезды
- Медаль «За Отвагу»
- Медаль «За боевые заслуги»
- Медаль «За победу над Германией в Великой Отечественной войне 1941—1945 гг.»
- Медаль «За победу над Японией»
- Медаль «За трудовое отличие» (1981)
- Медаль ордена «За заслуги перед Отечеством» II степени (2002)[1]
- Заслуженный юрист Российской Федерации (1997)[2]
- другие медали

## Избранные публикации

### Авторефераты диссертаций
- Рамзаев П. В. Охрана прав граждан при изъятии земельных участков и сносе домов. Автореф. дис. … канд. юрид. наук. — Саратов: Издательство СЮИ им. Д. И. Курского, 1970. — 21 с.

### Монографии, учебные пособия
- Рамзаев П. В. Права граждан при изъятии земель участков и сносе домов. — М.: Юридическая литература, 1974. — 104 с. — (Беседы о советском законодательстве).
- Рамзаев П. В. Сборник схем по советскому гражданскому праву. — Саратов: Издательство СГУ, 1978. — 142 с.
- Рамзаев П. В. Сборник схем по советскому гражданскому праву. — 2-е изд., испр. и доп.. — Саратов: Издательство СГУ, 1983. — 141 с. — 10 000 экз.
- Коллектив авторов. Гражданское право России. Практикум / ред. П. В. Рамзаев, Цибуленко З. И.. — 2-е изд., перераб. и доп.. — М.: Юрист, 1999. — 165 с. — ISBN 5-7975-0220-8.
- Коллектив авторов. Гражданское право России. Практикум / ред. П. В. Рамзаев. — Саратов: АйПиЭр Медиа, 2010. — 248 с. — (Высшее образование). — ISBN 978-5-904000-27-1.
- Рамзаев П. В., Рамзавева Л. Ю. Жилищное право. Учебник. — Саратов: Издательство СГЮА, 2013. — 182 с. — ISBN 978-5-7924-1055-8.

### Статьи
- Рамзаев П. В. О компенсациях при изъятии земельных участков и сносе домов // Учёные записки Саратовского юридического института им. Д. И. Курского. Вып. 19. Ч. 1 : сборник. — Саратов, 1970. — С. 148—158.
- Рамзаев П. В. Правовое регулирование предоставления гражданам жилых помещений при изъятии земельных участков и сносе домов // Учёные записки Саратовского юридического института им. Д. И. Курского. Вып. 19. Ч. 2 : сборник. — Саратов, 1970. — С. 101—115.
- Антипов Н. П., Калмыков Ю. Х., Константинова В. С., Максименко С. Т., Никандров Г. Н., Никитина В. П., Рамзаев П. В., Тархов В. А. Базарбаев Б. Б. и др. Советское гражданское право Казахской ССР/ Б. Б. Базарбаев, Ю. Г. Басин, А. И. Беспалова, М. А. Ваксберг, У. К. Ихсанов, М. Г. Масевич, С. И. Меерзон, Г. И. Тулеугалиев. — Алма-Ата, 1968—1971. — 692 с. (Рецензия) // Правоведение : научный журнал. — 1972. — № 6. — С. 144—146.
- Рамзаев П. В. Жилищный закон — каким ему быть в период становления и развития рыночных отношений // Становление правового порядка в Российском государстве: реальность и перспектива (социально-правовые проблемы) : сборник научных статей. — Саратов: Издательство СГАП, 1995. — С. 109—111.
- Рамзаев П. В. О методике проведения практических занятий по гражданскому праву со студентами очной формы обучения // Пути и формы внедрения государственного образовательного стандарта высшего профессионального образования по специальности «Юриспруденция»: материалы конференции, 1997 г. : сборник. — Саратов: Издательство СГАП, 1998. — С. 78—79.
- Рамзаев П. В. Мой боевой путь дорогами войны // Преподаватели и сотрудники Саратовской государственной академии права о войне, о времени, о себе: сборник воспоминаний : сборник. — Саратов: Издательство СГАП, 2010. — С. 59—75. — ISBN 978-5-7924-0823-4.